# Дактилічний гекзаметр
Дактилічний гекзаметр (також відомий як «героїчний гекзаметр» і «метр епосу») — це форма метра чи ритмічної схеми в поезії. Він традиційно асоціюється з кількісним віршуванням класичної епічної поезії як грецькою, так і латинською мовами, і тому вважається високим стилем західної класичної поезії. Деякі приклади його використання — «Іліада» та «Одіссея» Гомера, Енеїда Вергілія та Метаморфози Овідія. Гексаметри також складають частину поезії елегій в обох мовах, чергуючись із дактилічними пентаметрами.